# Henipavirus Langja
Henipavirus Langja (kratica LayV), znan tudi kot virus langja, je vrsta henipavirusa, ki so ga prvič odkrili v kitajskih provincah Šandong in Henan. Od leta 2018 do avgusta 2022 so ga odkrili pri 35 bolnikih. Vsi, razen 9 primerov, so bili okuženi samo z LayV ter so imeli simptome, vključno z vročino, utrujenostjo in kašljem. Od avgusta 2022 niso poročali o nobeni smrtni žrtvi zaradi LayV. Henipavirus Langya prizadene vrste, vključno z ljudmi, psi, kozami in njegovim domnevnim prvotnim gostiteljem, rovkami. 35 primerov ni bilo v medsebojnem stiku in do avgusta 2022 ni dokazov, da bi se virus lahko prenašal s človeka na človeka.

## Etimologija
Ime virusa v kitajščini (瑯琊病毒, Lángyá bìngdú) se nanaša na poveljstvo Langja, zgodovinsko poveljstvo v današnjem Šandongu na Kitajskem. 

## Klasifikacija
Henipavirus Langja je razvrščen med henipaviruse v družino Paramyxoviridae. Njegov najbližji sorodnik, henipavirus Mojiang, je edini drug henipavirus, katerega primarni gostitelji niso netopirji.

## Nadzorni ukrepi
Tajvanski center za nadzor bolezni je avgusta 2022 sporočil, da bodo za identifikacijo virusa vzpostavili metodo testiranja nukleinske kisline in okrepili nadzor.